# Hagåtña

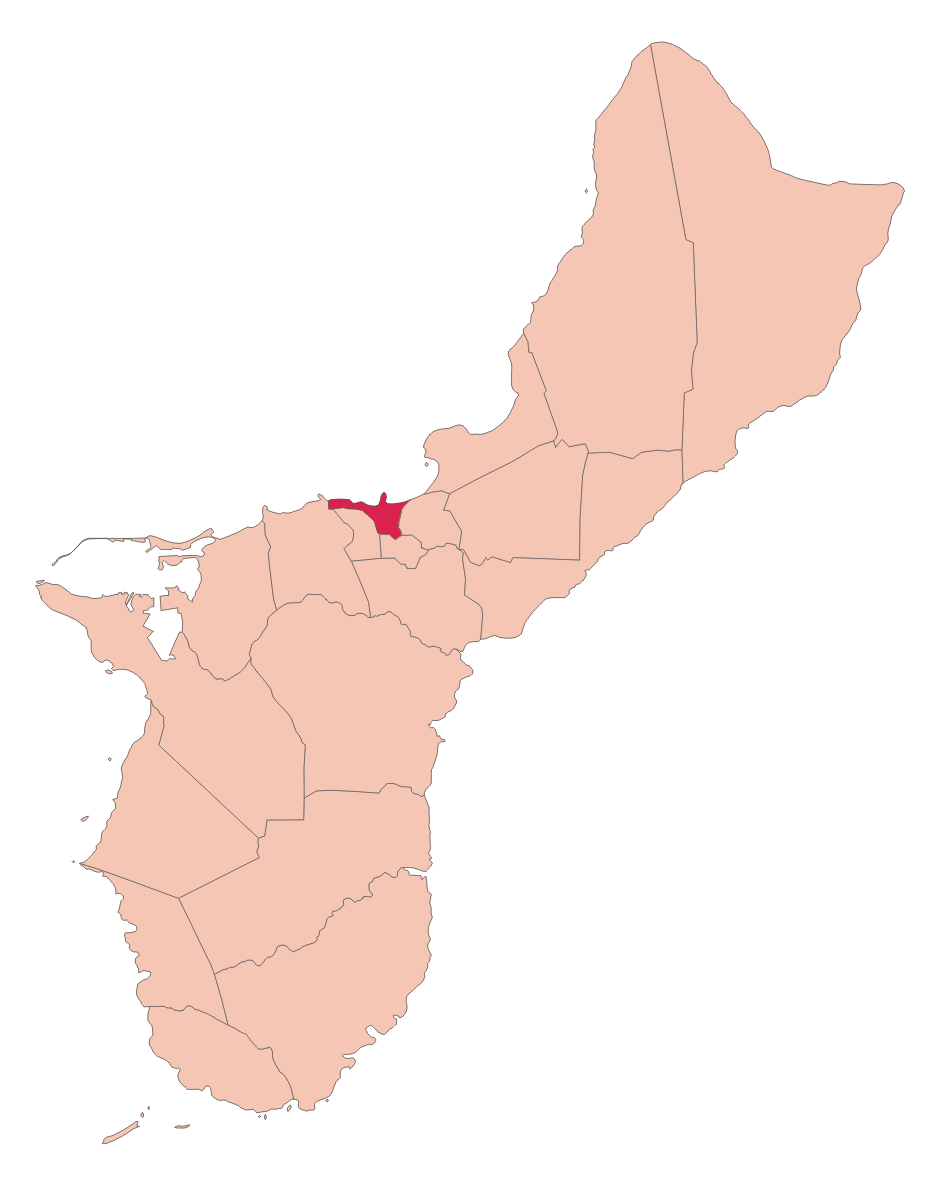
Okręg administracyjny Hagåtña na mapie wyspy Guam

Hagåtña (do 1998: Agaña, Agana) – stolica i jeden z okręgów administracyjnych Guamu (związkowego terytorium USA). Okręg ma powierzchnię 3 km², a zamieszkany jest przez 1051 osób (dane spisowe z 2010).
Znajduje się tu siedziba gubernatora, parlament i ministerstwa oraz uniwersytet i siedziba Mikronezyjskiej Rady Turystyki.

## Położenie
Hagåtña jest położona w środkowej części zachodniego wybrzeża wyspy przy ujściu rzeki Agania.

## Historia

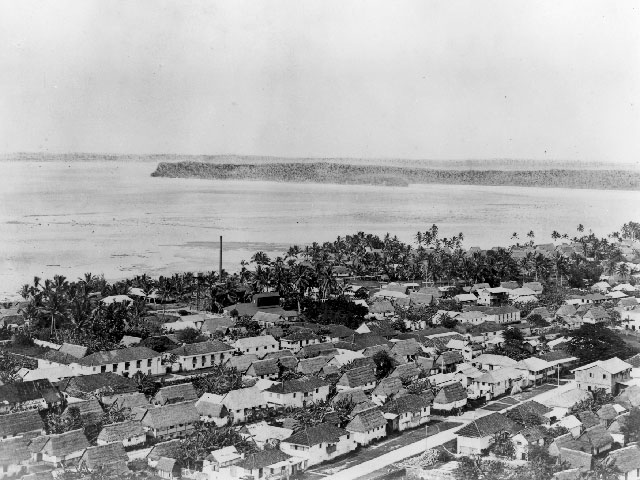
Miasto Hagåtña przed II wojną światową

W 1940 roku liczyło około 10 tysięcy mieszkańców. Podczas II wojny światowej całkowicie zniszczone. Odbudowa była utrudniona przez skomplikowaną sytuację prawną wielu gruntów. Od czasu II wojny światowej liczba ludności nieprzerwanie, chociaż powoli, wzrasta.

## Współpraca
- Guadalajara, Meksyk
- Quezon City, Filipiny